# Santa María De Ascaso
Santa María De Ascaso este o arie protejată (arie specială de conservare — SAC, sit de importanță comunitară — SCI) din Spania întinsă pe o suprafață de 191,3 ha, integral pe uscat.

## Localizare
Centrul sitului Santa María De Ascaso este situat la coordonatele 42°28′22″N 0°02′54″E / 42.4729°N 0.048437°E.

## Înființare
Situl Santa María De Ascaso a fost declarat sit de importanță comunitară în ianuarie 1997 pentru a proteja 5 specii de animale. Situl a fost protejat și ca arie specială de conservare în februarie 2021.

## Biodiversitate
Situată în ecoregiunea mediteraneană, aria protejată conține 3 habitate naturale: Matorral arborescenți cu Juniperus spp., Lande oro-mediteraneene cu formațiuni endemice de grozamă, Păduri de Quercus ilex și Quercus rotundifolia.
La baza desemnării sitului se află mai multe specii protejate:
- mamifere (4): liliac cârn (Barbastella barbastellus), liliac cărămiziu (Myotis emarginatus), liliacul mediteranean cu potcoavă (Rhinolophus euryale), liliacul mic cu potcoavă (Rhinolophus hipposideros)
- nevertebrate (1): Graellsia isabellae

Pe lângă speciile protejate, pe teritoriul sitului au mai fost identificate 3 specii de plante, 23 de specii de păsări, 3 specii de amfibieni, 2 specii de mamifere, 2 specii de pești, 1 specie de reptile.